# Skarbków
Skarbków (niem. Gräflich Röhrsdorf) – część miasta Mirsk, położona na południe od mirskiej starówki, między ulicami Nadbrzeżną i Polną.

## Historia
Dawniej samodzielna wieś i gmina jednostkowa. Od 1945 w Polsce, gdzie ustanowił gromadę w gminie Rębiszów w powiecie lwóweckim w województwie wrocławskim. W związku z reformą administracyjną kraju jesienią 1954 Skarbków wszedł w skład nowo utworzonej gromady Mroczkowice. 31 grudnia 1959 Skarbków wyłączono z gromady Mroczkowice, włączając ją do miasta Mirska w tymże powiecie.